# Jerry Reynolds (allenatore di pallacanestro)
Jerry Owen Reynolds (French Lick, 29 gennaio 1944) è un allenatore di pallacanestro e dirigente sportivo statunitense, professionista nella NBA.